# Kubánské revoluční námořnictvo
Kubánské revoluční námořnictvo (Marina de Guerra Revolucionaria – MGR) je jednou ze složek ozbrojených sil Kuby. V době studené války bylo výrazně podporováno Sovětským svazem a patřilo mezi významná regionální námořnictva. Po jejím skončení však jeho význam upadl, námořnictvo je slabé a zaměřuje se na pobřežní obranu. Mimo jiné má velmi malé schopnosti v boji proti hladinovým lodím a ponorkám. Ohledně přesného složení a bojeschopnosti kubánského námořnictva, které se mimo jiné potýká s nedostatkem financí, náhradních dílů a paliva, panují nejasnosti. K roku 2007 mělo námořnictvo tvořit 3000 mužů, z toho 550 příslušníků námořní pěchoty a cca 14 válečných lodí. Problémy kubánského námořnictva ztělesňuje jeho vlajková loď – oceánská hlídková loď Rio Damuji (390), která je přestavěnou rybářskou lodí.
Hlavními základnami námořnictva jsou Cabañas, Nicaro, Cienfuegos, Havana, Santiago de Cuba, a Banes. Velitelství námořnictva je v Havaně. Velitelství západního sektoru je v Cabañasu a východního sektoru v Holguínu.

## Historie

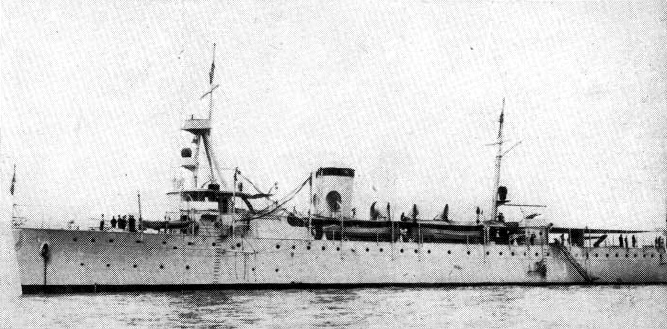
Dělový člun Cuba' ve 40. letech

### Počátky
Kuba získala nezávislost roku 1902. V letech 1906–1911 její námořnictvo získalo dělové čluny Cuba, Patria a Baire, které tvořily jeho jádro až do konce druhé světové války. Po ní kubánské námořnictvo získalo tři americké fregaty třídy Tacoma, dvě hlídkové lodě třídy PCE-842 a několik menších plavidel. Až do kubánské revoluce však námořnictvo zůstávalo omezenou námořní silou.

### Vzestup revolučního námořnictva

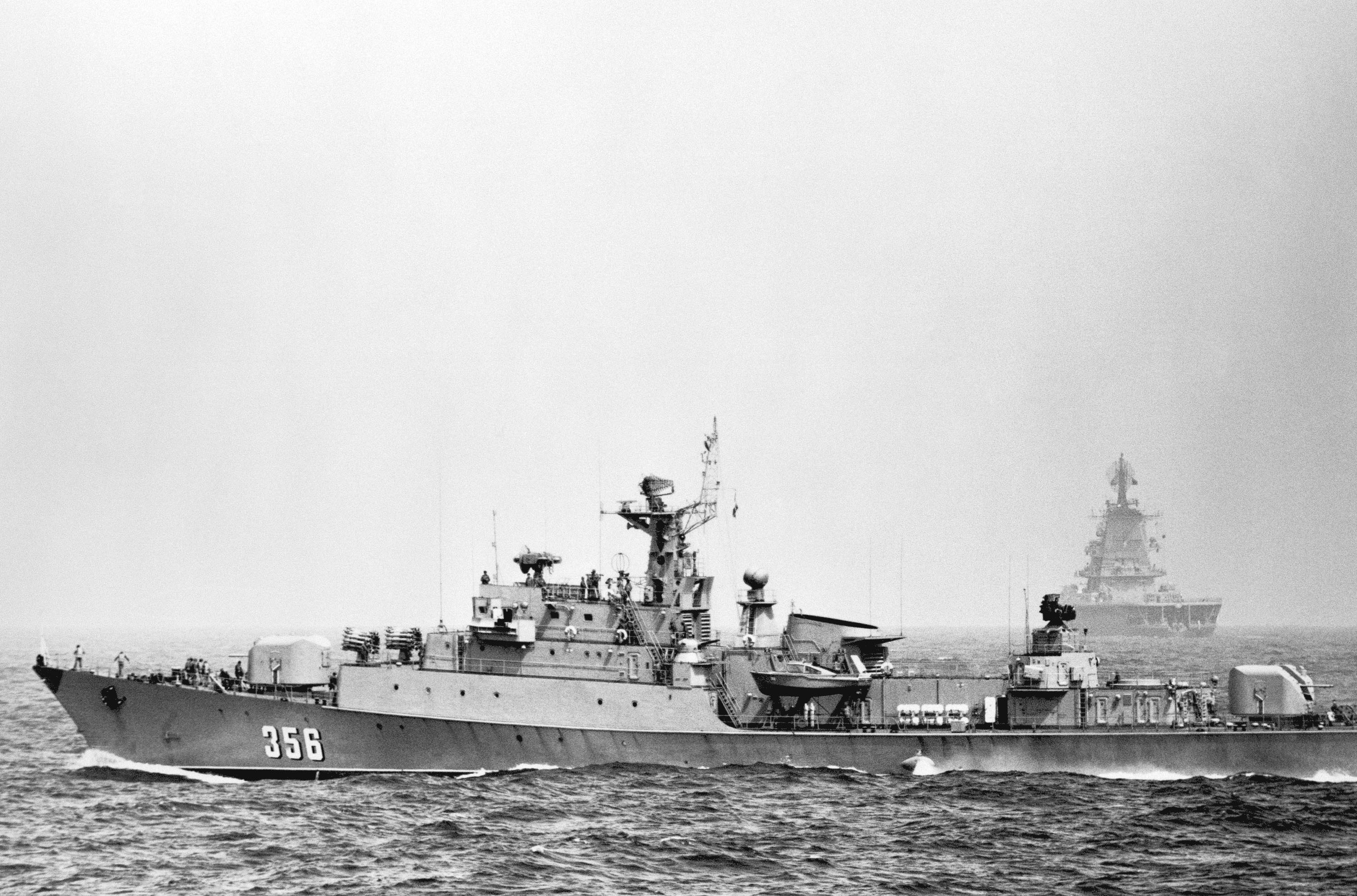
Kubánská fregata projektu 1159 (Koni) v roce 1984

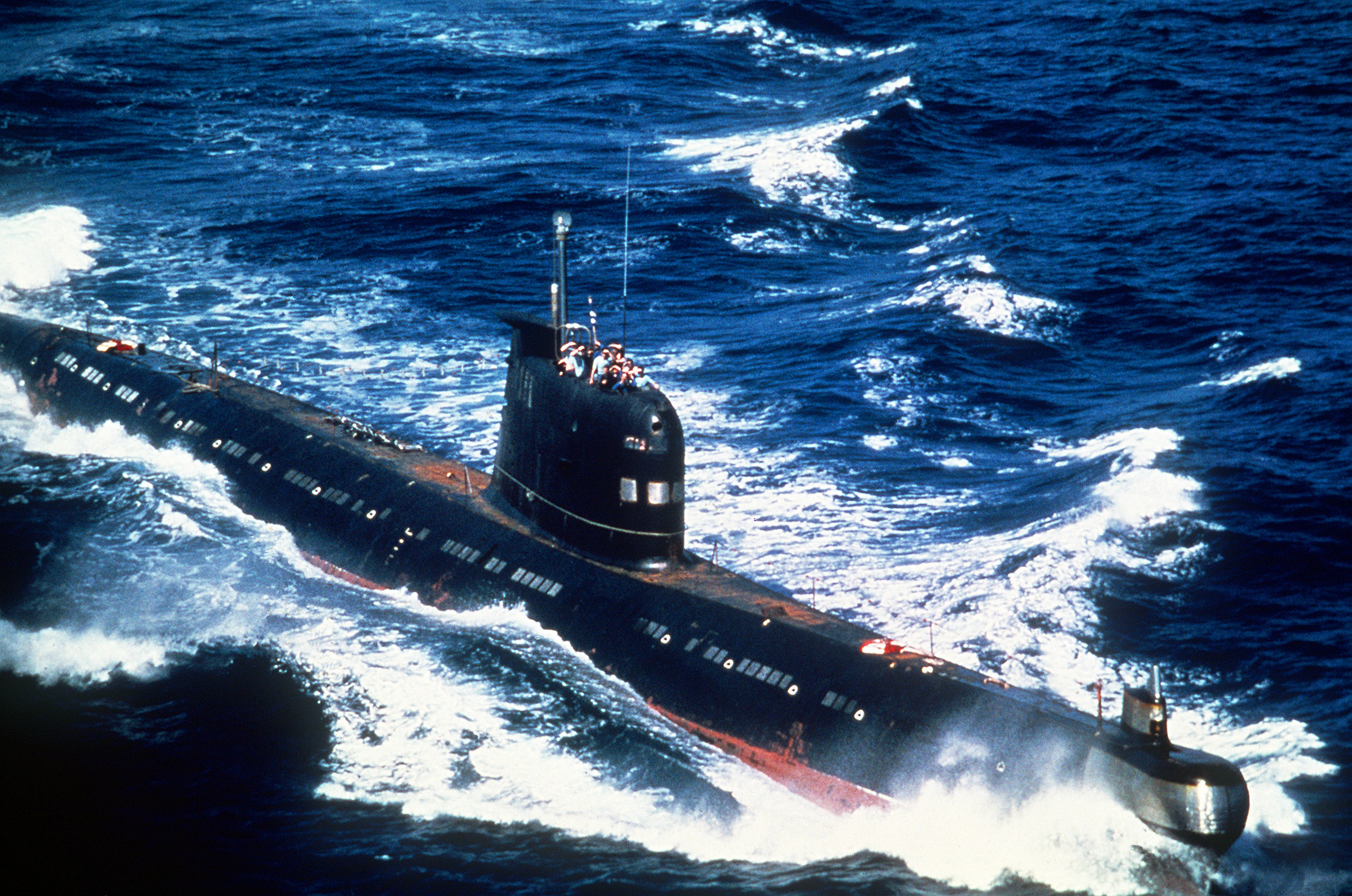
Kubánská ponorka projektu 641 v roce 1986

Kubánské revoluční námořnictvo bylo založeno v srpnu 1963. Bylo nejmenší a nejméně prestižní složkou kubánských ozbrojených sil. Vzhledem ke spojenectví Kuby a SSSR ve studené válce země získala obrovskou pomoc při vybudování námořnictva, které se stalo významnou regionální silou. Kubánské ozbrojené síly tehdy byly nejsilnější v celé Latinské Americe.
Od počátku 60. let námořnictvo získávalo válečné lodě ze SSSR, umožňující vybudovat síly pro obranu pobřeží. Nejprve to byly menší útočné a hlídkové čluny. Roku 1962 to bylo šest hlídkových člunů projektu 122bis (třída Kronshtadt), v letech 1962–1964 dvanáct torpédových člunů projektu 123 (třída P4) a dvanáct torpédových člunů projektu 183 (třída P6), dále stíhače ponorek a výsadkové čluny typu T4. Tato první generace sovětských plavidel převážně dosloužila na přelomu 70. a 80. let 20. století.
Další významné posílení proběhlo v 70.–80. letech. Velkou kvalitativní změnu přinesla dodávka šesti raketových člunů projektu 205 (třída Osa I) v letech 1972–1974 a dalších dvanácti vylepšených projektu 205U (Osa II) v letech 1976–1982. Další menší bojová plavidla představovaly čtyři torpédové čluny projektu 205P (Stenka) z roku 1975, devět křídlatých torpédových člunů projektu 206M (Turya) z let 1979–1985 a dvacet jedna hlídkových člunů projektu 1400 (Zhuk) z let 1972–1986. V 70. letech námořnictvo vytvořilo oddíl námořní pěchoty, který mohl od počátku 80. let využívat dvě výsadkové lodě třídy Polnocny. Na přelomu 70. a 80. let námořnictvo získalo rovněž schopnost ničení min. V letech 1977–1982 bylo dodáno 10 pobřežních minolovek projektu 1258 (třída Yevgenya) a v letech 1980–1984 ještě čtyři pobřežní minolovky projektu 1260 (třída Sonya).
V 80. letech námořnictvo získalo také několik plavidel schopných operací na otevřeném moři. Jednalo se o jednu ponorku projektu 613 (třída Whiskey) sloužící k výcviku, šest ponorek projektu 641 (třída Foxtrot), dále tři protiponorkové fregaty projektu 1159 (třída Koni) z let 1980–1987 a dvě protiponorkové korvety projektu 1241.2 (třída Pauk) z let 1985–1989. Oproti pozemním a vzdušným silám sice kubánské námořnictvo nebylo nejsilnější v Latinské Americe, ale rozhodně bylo nejsilnějším námořnictvem zemí Karibiku.

### Krize po skončení studené války
Po skončení studené války a rozpadu SSSR nastal dramatický úpadek kubánského námořnictva. Kuba ztratila klíčové spojence a prožila dlouhodobou ekonomickou krizi. Ve druhé polovině 90. let její námořnictvo ztratilo schopnost mořských operací, prakticky nemělo provozuschopná plavidla hlavních kategorií a část jeho základen byla uzavřena. Roku 1999 jej tvořilo 5000 osob a po roce 2005 již jen 3000 osob. Roku 2006 jej tvořilo sedm pobřežních hlídkových lodí, čtyři raketové čluny, šest minolovek a výzkumná loď, všechny zastaralé, v nejasné kondici a trpící nedostatkem náhradních dílů. Roku 2007 námořnictvo získalo svou největší jednotku v podobě oceánské hlídkové lodě Rio Damuji (390) a později ještě druhou jednotku Rio Jatibonico. Plavidla vznikla improvizovanou přestavbou starých rybářských trawlerů ze 70. let, které byly vybaveny přistávací plochou pro vrtulník a dokonce starými protilodními střelami.
Po roce 2000 se činnost námořnictva omezila na pobřežní hlídkování. Je to však částečně nad jeho síly, což neuniklo drogovým kartelům a Kuba se stala důležitou tranzitní zemí při přepravě kokainu z Kolumbie, Venezuely a Peru do USA. Na podezřelá plavidla tak kubánské úřady často upozorňují americkou pobřežní stráž.

## Složení

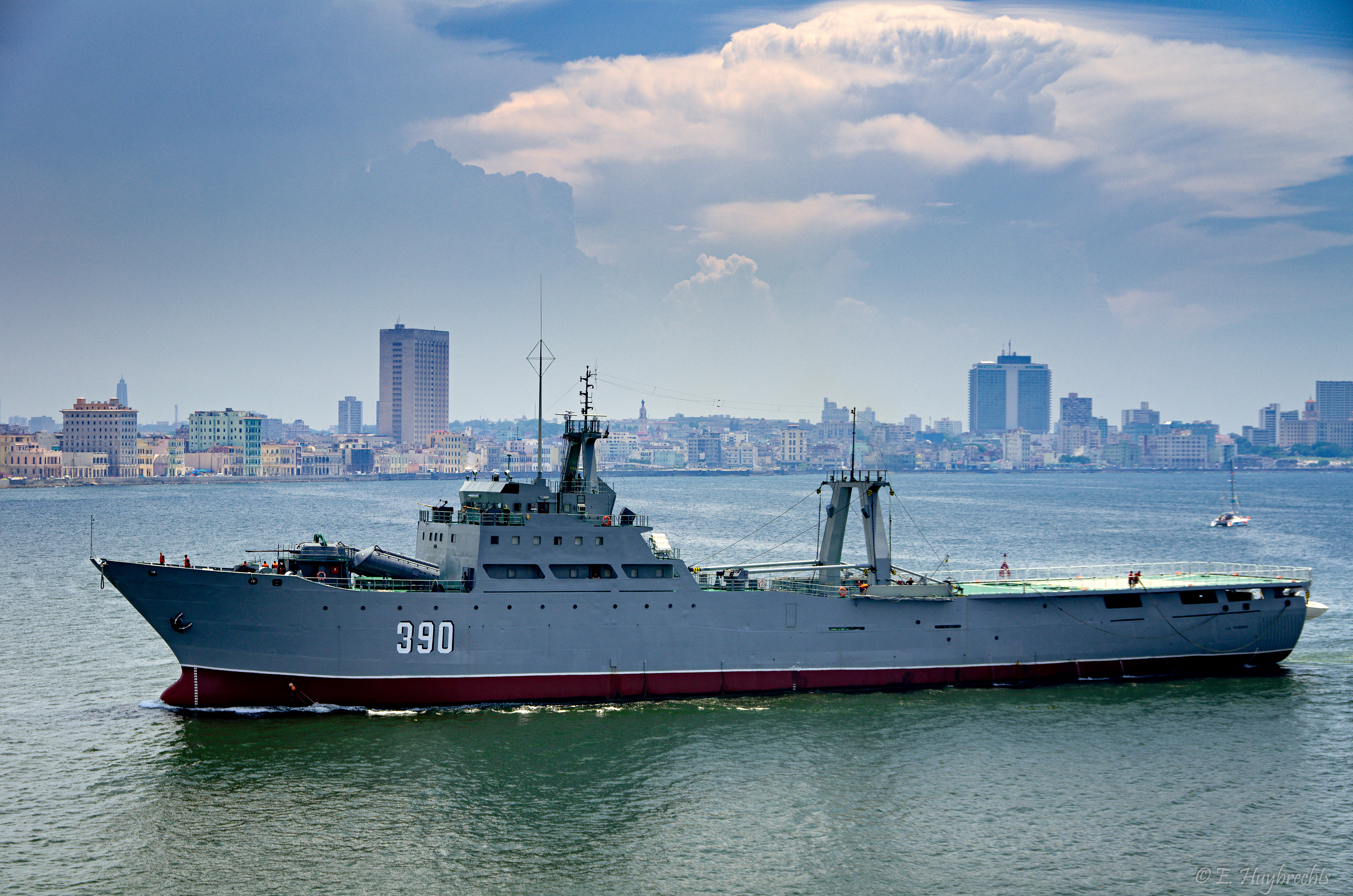
Rio Damuji (390)

### Oceánské hlídkové lodě
- Třída Rio Damuji
  - Rio Damuji (390)
  - Rio Jatibonico

### Korvety
- 1× Projekt 1241.2 (třída Pauk)

### Raketové čluny

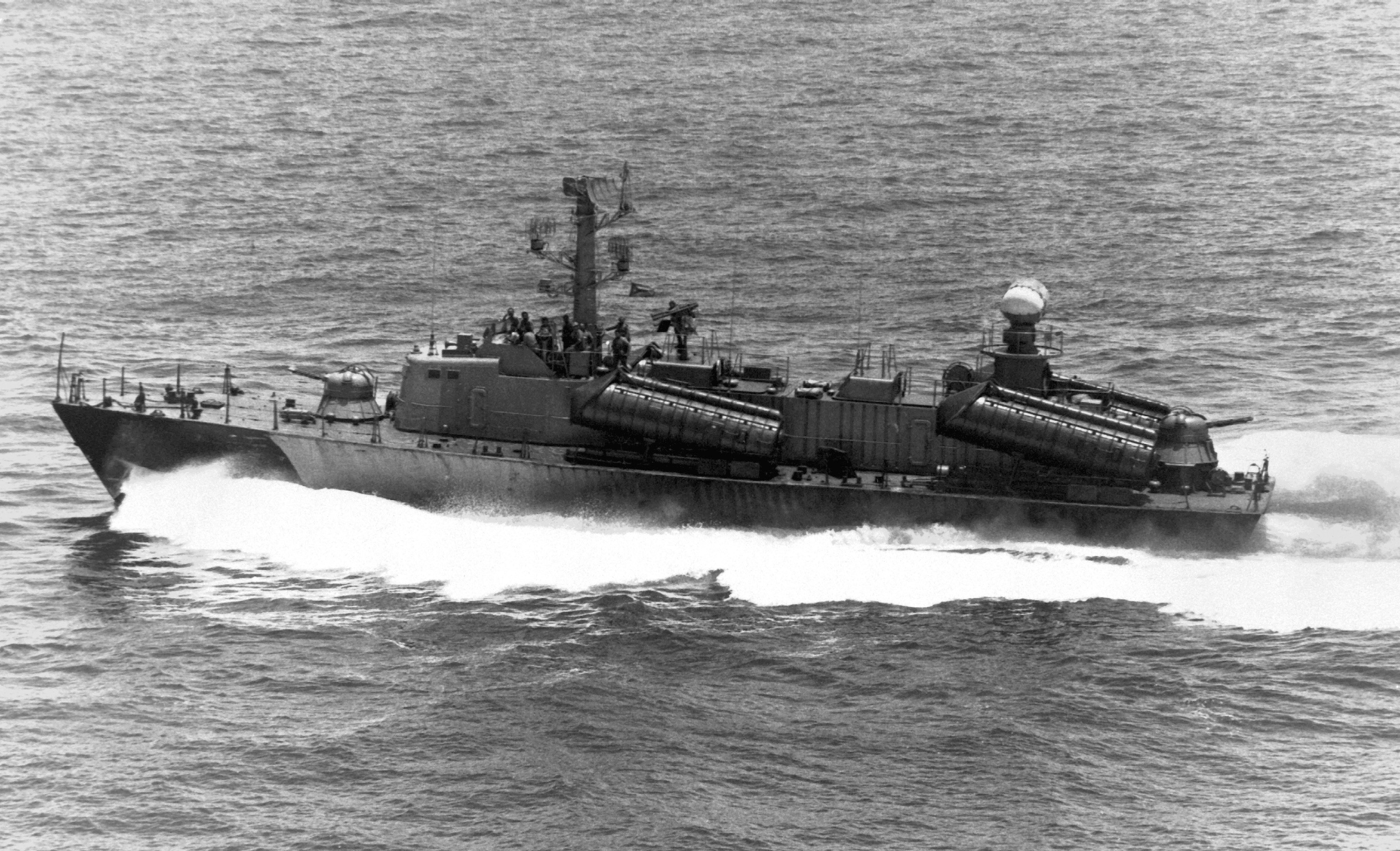
Kubánský raketový člun projektu 205

- 6× Projekt 205 (třída Osa II) (rakety pravděpodobně demontovány)

### Minolovky
- 3× Projekt 1258 (třída Yevgenya)
- 2× Projekt 1260 (třída Sonya)

### Ponorky
- Delfin – miniponorka[8]